# Julie Zickefoose
Julie Zickefoose (* 24. Juli 1958 in Sioux Falls, South Dakota) ist eine US-amerikanische Naturbuchautorin, Biologin, Vogelillustratorin und Bloggerin.

## Leben
Julie Zickefoose zeichnet seit ihrer Kindheit Vögel. Der Vogelmaler Robert Verity Clem (1933–2010) ermutigte sie, lebende Wildvögel in der Natur zu zeichnen. Als einen ihrer Haupteinflüsse bezeichnet sie das Werk von Lars Jonsson. Nach einem Kunst-, Anthropologie- und Biologiestudium ab 1976 erlangte sie 1981 den Bachelor of Arts an der Harvard University. Von 1981 bis 1986 war sie als Feldbiologin für die Nature Conservancy in Connecticut tätig, anschließend für die American Ornithologists’ Union und die Academy of Natural Sciences, wo sie von 1991 bis 2002 zum Illustratorenteam für das achtzehnbändige Werk Birds of North America gehörte. Sie illustrierte darüber hinaus Lehrmaterialien für das Cornell Laboratory of Ornithology, den United States Fish and Wildlife Service und das Smithsonian Migratory Bird Center.
Zickefoose präsentierte ihre Vorträge und Illustrationen an Universitäten, Museen, Galerien und Festivals in den gesamten Vereinigten Staaten. Ihre Artikel und Illustrationen wurden in einer Vielzahl von Zeitschriften veröffentlicht, darunter im The New Yorker, im Smithsonian Magazine, im Country Journal und im Bird Watcher’s Digest, wofür sie 17 Titelcover gestaltete. Mit einem Redakteur des letztgenannten Journals, William Henry Thompson III (1962–2019), war sie von 1993 bis zu seinem Tod im März 2019 verheiratet und hat eine Tochter und einen Sohn.
Die frühen Bücher von Zickefoose befassten sich mit Vogelbeobachtung im Garten. Der Leitfaden Enjoying Bluebirds More aus dem Jahr 1993 bietet Vogelbeobachtern eine Hilfestellung beim Bau von Vogelhäuschen für Hüttensänger und enthält Illustrationen und Farbfotos. Enjoying Bird Feeding More: Great Ideas for Your Backyard aus dem Jahr 1995 enthält Tipps für die Vogelfütterung im Garten und die Anlockung von Vögeln. Enjoying Woodpeckers More aus dem Jahr 2003 ist ein Leitfaden für die Identifizierung von Spechtarten.
Im Jahr 2006 veröffentlichte Zickefoose Letters from Eden: A Year at Home, in the Woods, eine Zusammenstellung von Kolumnen, die sie für Bird Watcher’s Digest verfasste. Nach Jahreszeiten geordnet, schildern die Essays ihre täglichen Exkursionen und Beobachtungen von Wildtruthähnen, Dosenschildkröten, Kojoten und anderen Tieren aus den Wäldern ihrer Heimat.
2012 erschien das Buch The Blue Bird Effect: Uncommon Bonds with Common Birds. Dieses von Zickefoose mit 216 Bildern und Skizzen illustrierte Werk berichtet von 25 Vogelarten, die sie in verschiedenen Jahreszeiten um ihr Haus in Whipple in den südlichen Appalachen von Ohio beobachtet hat. Jedes Kapitel befasst sich mit einer Vogelart, darunter die Antillenseeschwalbe, den Rotkardinal, die Grasammer, die Scharlachtangare, den Gartentrupial, den Star, den Gelbfuß-Regenpfeifer, den Truthahngeier, die Rauchschwalbe, den Weißbauch-Phoebetyrann und einige gefährdete Arten. Ferner enthält es Geschichten über die Rettungen verletzter Vögel und Tagebucheinträge, in denen Zickefoose ihre Beobachtungen beschreibt. In dem Buch erzählt sie auch ihre siebenjährige Studie über Mr. Troyer, den titelgebenden Hüttensänger (engl. bluebird), der trotz eines durch den Angriff eines Falken verursachten verletzten Flügels 53 Küken zeugte.
Neben nordamerikanischen Vögeln illustriert Zickefoose auch neotropische Arten.

## Schriften (Auswahl)

### Als Autorin
- Enjoying Bluebirds More. Pardson, Mariett, Ohio 1993.
- Enjoying Bird Feeding More: Great Ideas for Your Backyard. Bird Watcher’s Digest Press, Mariett, Ohio 1995.
- Natural Gardening for Birds: The Bird-Friendly Backyard; Simple Ways to Create a Bird Haven. Rodale, Emmaus, Pennsylvania 2001. (auch Illustratorin)
- Enjoying Woodpeckers More. Bird Watcher’s Digest Press, Mariett, Ohio, 2003.
- mit Bill Thompson III, Kenn Kaufman: Identify Yourself: The 50 Most Common Birding Identification Challenges. Houghton Mifflin, Boston, Massachusetts 2005.
- Letters from Eden: A Year at Home, in the Woods. Houghton Mifflin, Boston, Massachusetts, 2006.
- Backyard Birding: Using Natural Gardening to Attract Birds, Skyhorse Publishing, 2011.
- The Bluebird Effect: Uncommon Bonds with Common Birds. Houghton Mifflin Harcourt, Boston, Massachusetts, 2012. (auch Illustratorin)
- Baby Birds: An Artist Looks into the Nest. Houghton Mifflin Harcourt, Boston, Massachusetts, 2016. (auch Illustratorin)
- Saving Jemima: Life and Love with a Hard-luck Jay. Houghton Mifflin Harcourt, Boston, Massachusetts, 2019.

### Als Illustratorin
- Jonathan Pine: Backyard Birds. HarperCollins, New York City 1993.
- Robert A. Askins: Restoring North America’s Bird: Lessons from Landscape Ecology. Yale University Press, New Haven, Connecticut, 2002.
- Calvin Simonds: Private Lives of Garden Birds. Storey Publishing, North Adams, Massachusetts 2002.
- Ora E. Anderson: Out of the Woods: A Bird Watcher’s Year. Ohio University Press, Athens, Ohio 2007.
- Michael DiGiorgio, Bill Thompson III: The Young Birder’s Guide to Birds of Eastern North America. 2. Aufl. Houghton Mifflin Co., Boston, Massachusetts 2012.
- Bill Thompson III: The Young Birder’s Guide to Birds of North America. Houghton Mifflin, Boston, Massachusetts 2008.